# Palackého třída 27
Palackého třída 27 je divadelní hra od Františka Šamberka, poprvé uvedená v roce 1884.  Hra byla situována do pražského prostředí druhé poloviny 19. století a byla konstruována podle vzoru vídeňských a pařížských situačních komedií. 
Palackého třída bývá dodnes v repertoáru profesionálních i amatérských divadel, vedle dalších her Františka Šamberka, Jedenácté přikázání a Podskalák. 

## Dílo dostupné online
- ŠAMBERK, František Ferdinand. Palackého třída 27 : žertovná hra ve čtyřech odděleních. Praha: Valečka, 1884. Dostupné online.